# Ruger Redhawk
O Ruger Redhawk é um revólver de quadro grande de ação dupla (DA) e ação simples (SA), introduzido pela primeira vez em 1979 pela Sturm, Ruger & Company. Feito de aço de alta qualidade, está disponível em acabamento de aço inoxidável. O Redhawk é reforçado para lidar com o estresse extra, tornando-o muito popular para uso por praticantes de recarga manual, pois é capaz de lidar com cargas tanto de .45 Colt quanto de .44 Magnum. Além disso, o cilindro é mais longo que o da maioria dos concorrentes, permitindo que a munição tenha um estojo também mais comprido. Isso permite maior capacidade de pólvora no estojo, balas mais pesadas (e, portanto, mais longas) sem comprometer a carga de pólvora ou uma combinação de ambas. Os fabricantes de munições personalizadas ainda têm cargas feitas especificamente para revólveres Ruger que não podem caber em câmaras mais curtas ou revólveres de construção mais fraca (como o Smith & Wesson Model 29). Isso torna o Redhawk popular como uma arma de defesa contra ursos entre caçadores e exploradores.

## Projeto e construção
O Redhawk foi o primeiro revólver de ação dupla de grande porte fabricado pela Ruger. Foi projetado por Harry Sefried, que trabalhou anteriormente para a "High Standard Manufacturing Company", onde projetou o revólver "High Standard Sentinel". O perfil de empunhadura do Sentinel foi usado na linha "Six" dos revólveres de ação dupla Ruger .357, que incluíam o Ruger Security-Six e suas variantes, o "Service-Six" e o "Speed-Six". Esses revólveres foram produzidos de 1970 a 1988 e eram diferentes de outros revólveres de ação dupla, pois usavam uma estrutura de peça única, em vez de uma placa lateral removível, o que lhes conferia resistência superior. O Redhawk, lançado em 1980, era uma versão ampliada e aprimorada do "Security-Six", esse novo modelo, com uma empunhadura mais "quadrada", mira ajustável e comprimentos de cano de 5,5 e 7,5 polegadas. O Redhawk estava disponível em aço inoxidável ou azulado e era usado principalmente por caçadores. O Redhawk, projetado para uso contínuo usando as cargas .44 Magnum mais pesadas, incluiu uma nova trava da haste do cilindro, que o travava pela parte da frente e pela parte de trás, um recurso visto pela última vez no design de trava tripla da Smith & Wesson, descontinuado em 1915.
O Ruger Redhawk usa um design moderno de molas helicoidais, em vez de lâminas, encontradas na maioria dos revólveres modernos. Os revólveres também usavam uma única mola para o cão e o gatilho, e isso significava que a força necessária para puxar o gatilho era maior do que outros fabricantes apresentavam em modelos semelhantes, e não havia como ajustar ou corrigir isso, pois era inerente ao design de mola única.
O revólver possui miras de rampa na frente a frente com quatro inserções de mira intercambiáveis diferentes. As miras traseiras são totalmente ajustáveis, com um contorno branco. O Redhawk está disponível com montagens e anéis para mira telescópica.
O Redhawk admite seis cartuchos de munição em seu cilindro e, até recentemente, estava disponível com canos de: 4, 5,5 ou 7,5 polegadas. Um cano de 4,2 polegadas também foi adicionado recentemente para acomodar as regras canadenses para o comprimento mínimo do cano (o mesmo foi feito posteriormente para o revólver GP100). Quando introduzido, era oferecido apenas em .44 Magnum/.44 Special. Mais tarde, foram adicionados à linha o .41 Magnum, o .357 Magnum/.38 Special, o .45 Colt e o .45 ACP/.45 Colt. Gradualmente, as opções de calibre foram reduzidas e, em 2007, o Redhawk foi novamente oferecido apenas em .44 Magnum. No entanto, em 2008, a Sturm, Ruger & Co. mais uma vez começou a comercializar o Redhawk no calibre .45 Colt.
Em junho de 2015, a Ruger anunciou uma versão Redhawk de produção para suportar o calibre .45 Colt com aro e o calibre .45 ACP sem aro. A Ruger conseguiu essa funcionalidade de vários cartuchos usinando (rebaixando) parcialmente o cilindro para o uso dos chamados "moon clips" (clipes em forma de Lua ou meia Lua) para o .45 ACP enquanto ainda mantém a borda suficiente no cilindro para permitir um espaçamento adequado da cabeça do .45 Colt. Por vários anos, os armeiros vêm personalizando os cilindros dos revólveres DA/SA (usando processos de metalurgia moderna) para .45 Colt, .454 Casull/.460 S&W Magnum, para aceitar o .45 ACP (e possivelmente outros calibres) com "moon clips", além dos calibres originais do revólver. No entanto, a oferta dos calibres .45 ACP e .45 Colt do Redhawk da Ruger foi um dos primeiros modelos de revólver padrão de fabricante e produzidos na fábrica com um cilindro usinado dessa forma.

## Sucesso
Apesar dos planos de abandonar essa linha com a introdução do Ruger Super Redhawk, o Redhawk (com o problema do selador entre o quadro e o cano corrigido) permanece em produção até hoje. Muitos atiradores preferem as linhas mais clássicas do Redhawk, especialmente aqueles que não planejam usar uma mira telescópica.
O aventureiro Sir Ranulph Fiennes carregou um Redhawk na expedição Transglobe de 14 meses e o usou para afastar um urso polar.

## Defeito

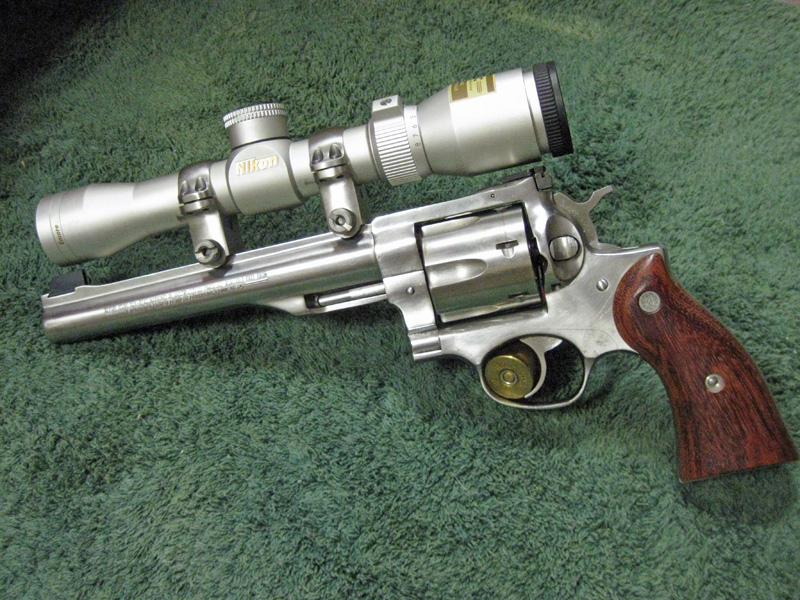
Um "antigo" Ruger Redhawk Hunter da década de 1980 em .44 Magnum com mira telescópica.

Em meados da década de 1980, a Ruger começou a ter relatos de falhas nos revólveres Redhawk. Foi relatado que alguns Redhawk estavam se separando na junção entre o cano e o quadro. Não se sabia na época por que isso estava acontecendo; o Redhawk estava no mercado há anos sem problemas relatados, mas a Ruger decidiu resolver o problema estendendo a estrutura da parte superior do quadro para além da face do cilindro, até o final da linha do eixo que desloca o cilindro, para fornecer uma superfície maciça na qual o cano era introduzido.
Essa estrutura estendida também forneceu comprimento suficiente para permitir que as bases de miras telescópicas fossem montadas sobre ela, em vez de no cano, como foi feito nas versões do Redhawk com miras telescópicas até então. Foi determinado que as separações dos canos nos Redhawks eram devidas a uma mudança no selador usado ao prender os canos aos quadros, mas nessa época o novo design do Super Redhawk já estava em andamento e o quadro estendido foi mantido.